# NGC 2359
La nébuleuse du Casque de Thor, NGC 2359, est une nébuleuse en émission, située dans la constellation du Grand Chien à environ 15 000 années-lumière du système solaire. NGC 2359 a été découverte par l'astronome germano-britannique William Herschel en 1785.

## Caractéristiques physiques
On trouve au centre de la nébuleuse du Casque de Thor l'étoile Wolf-Rayet WR 7 (en) (HD 56925), une étoile extrêmement chaude que l'on croit être dans une phase très brève et proche d'une supernova.

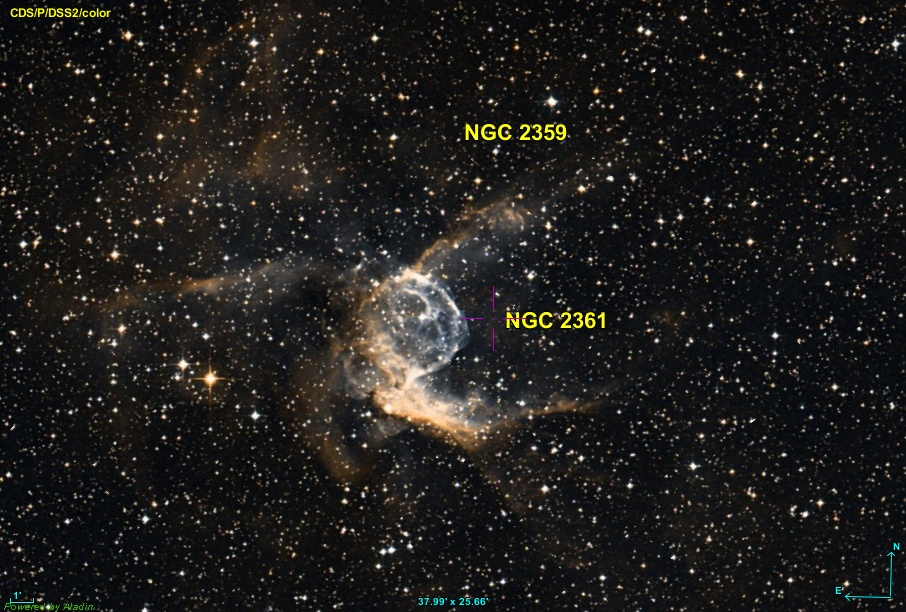
NGC 2361 est située à la bordure de la nébuleuse du Casque de Thor.

Cette nébuleuse a la forme caractéristique d'une bulle soufflée par une étoile massive comme la nébuleuse de la Bulle, mais elle est également dotée de structures filamenteuses complexes. On pense que les interactions avec le vaste nuage moléculaire situé à proximité sont à l'origine de sa forme plus complexe. La couleur vert-émeraude intense de la nébuleuse provient des fortes émissions des atomes d'oxygène présents dans le nuage de gaz.
La structure filamenteuse du Casque de Thor renferme une masse de gaz ionisé estimée à environ 70 {\displaystyle M_{\odot }}, alors que la masse de l'ensemble du complexe ionisé est comprise entre 850 et 1100 {\displaystyle M_{\odot }}. La masse totale du gaz neutre, située en périphérie de la bulle, est d'environ 320 {\displaystyle M_{\odot }} et elle s'éloigne à une vitesse comprise entre 6 et 7 km/s. Toute cette matière ne provient pas de l'étoile : il s'agit en grande partie de matériaux interstellaires déjà présents qui ont été balayés par les vents de l'étoile centrale. En tenant compte de toutes les composantes de la bulle, la masse totale de l'ensemble est d'environ 2200 {\displaystyle M_{\odot }}.
Le taux d'expansion de la bulle varie entre 10 km/s et 30 km/s selon l'endroit considéré. L'âge estimé selon ces vitesses se situe entre 78 500 et 236 000 années.
Notons que la nébuleuse en émission NGC 2361 est un grumeau lumineux située en bordure de NGC 2359.

## Galerie

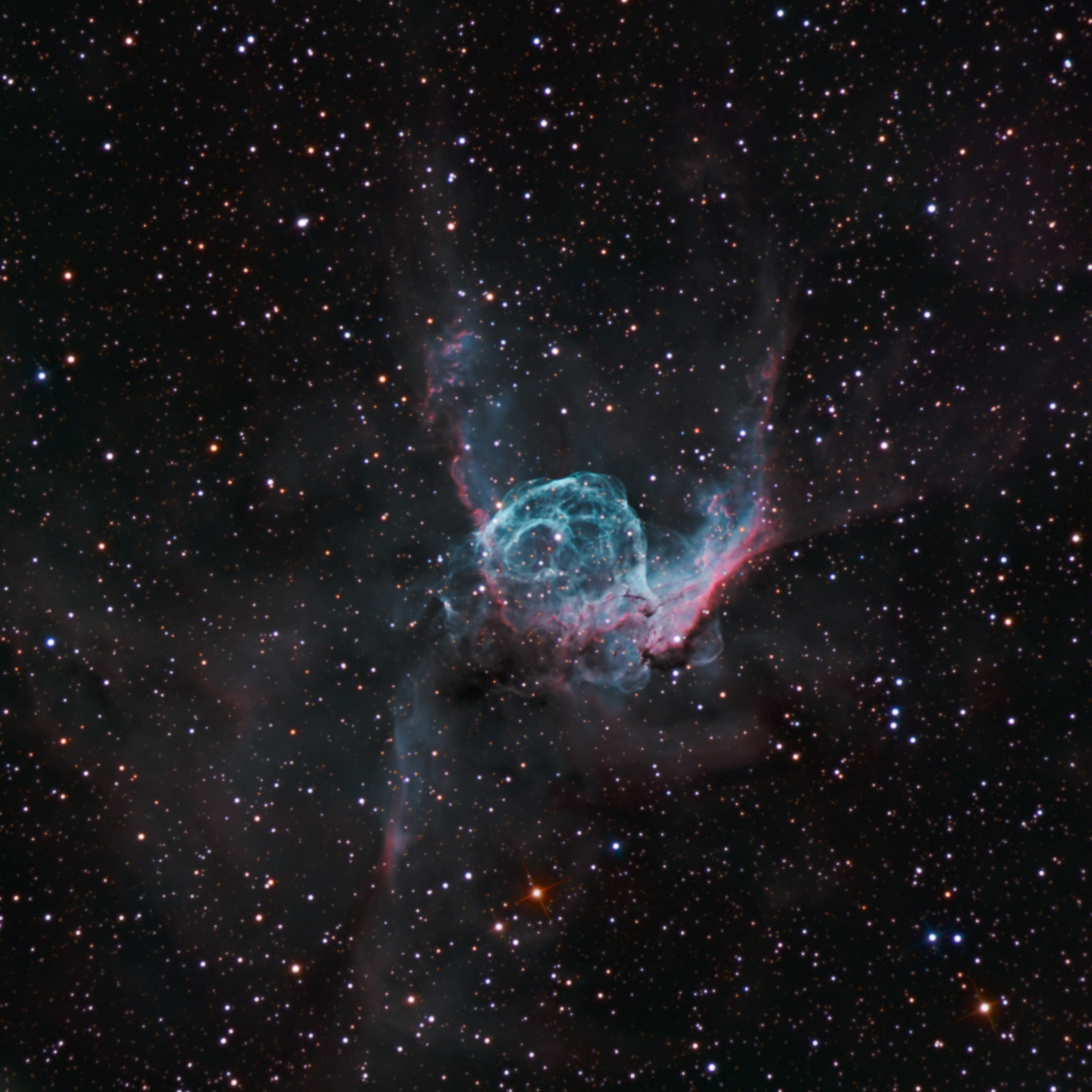
La nébuleuse du Casque de Thor vue par l'ESO Le vert-émeraude de cette nébuleuse provient des fortes émissions des atomes d'oxygène[7].
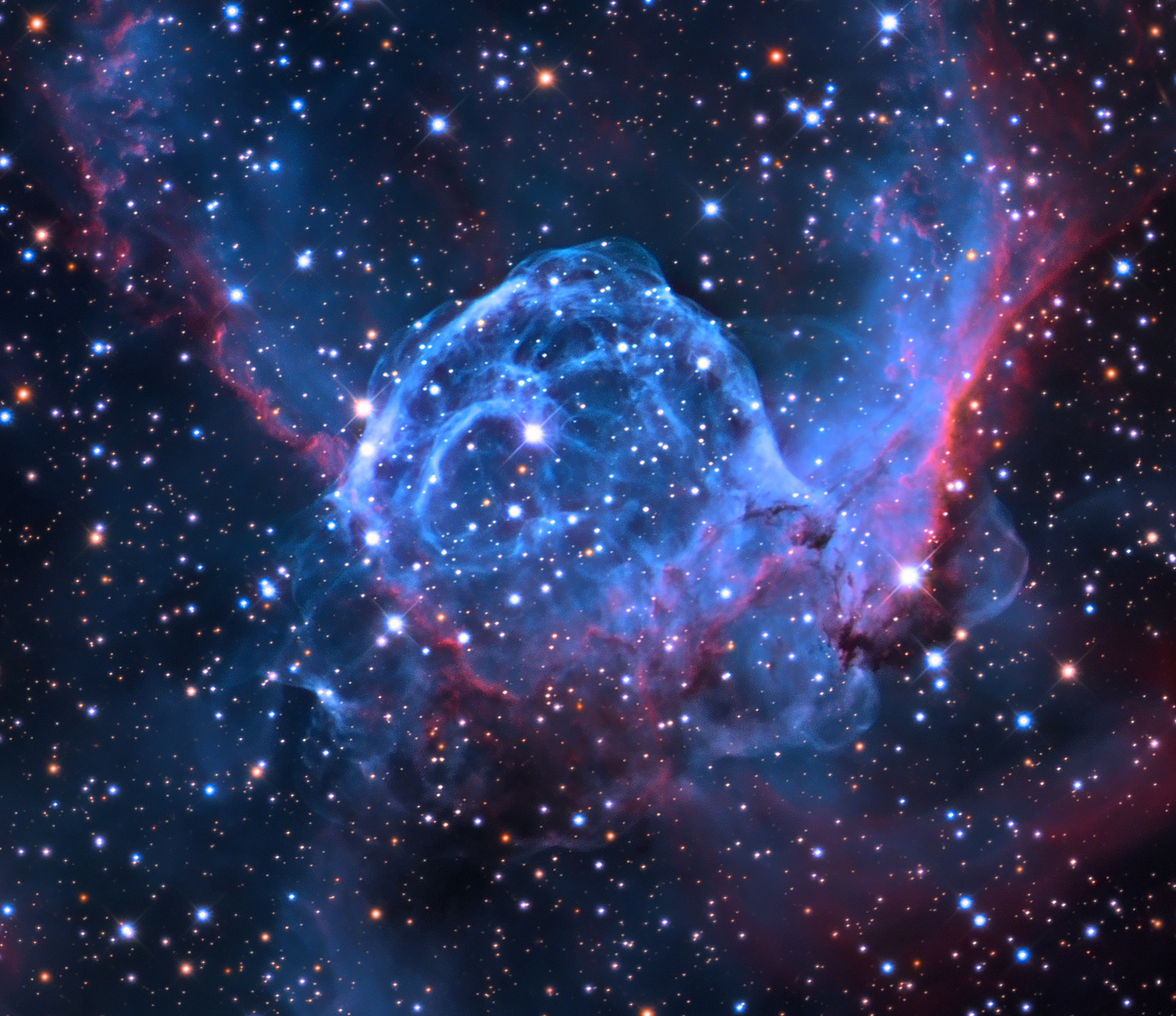
Gros plan sur le Casque de Thor (Observatoire du mont Lemmon).
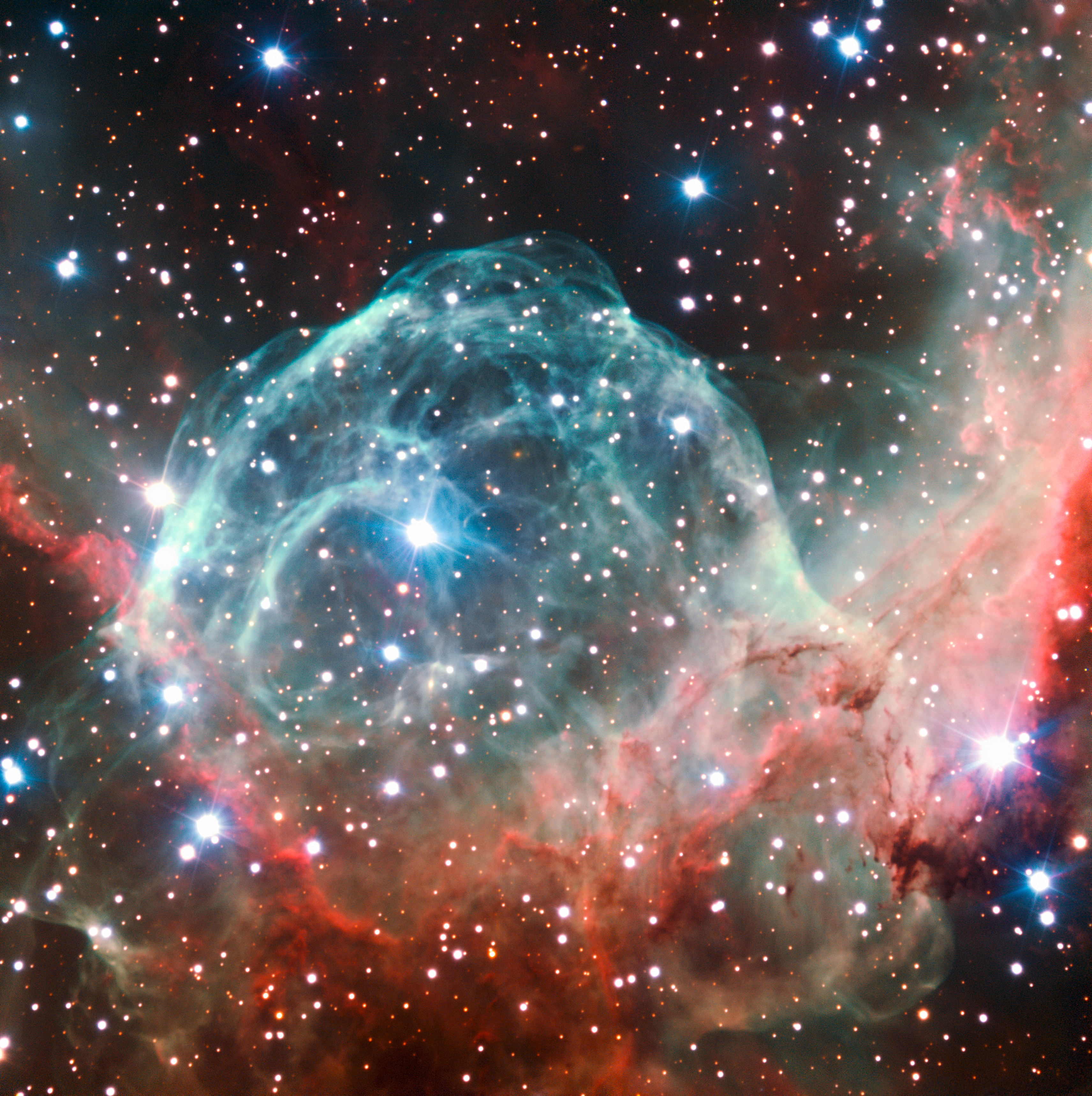
Image réalisée par le VLT pour célébrer le 50e anniversaire de l'ESO.
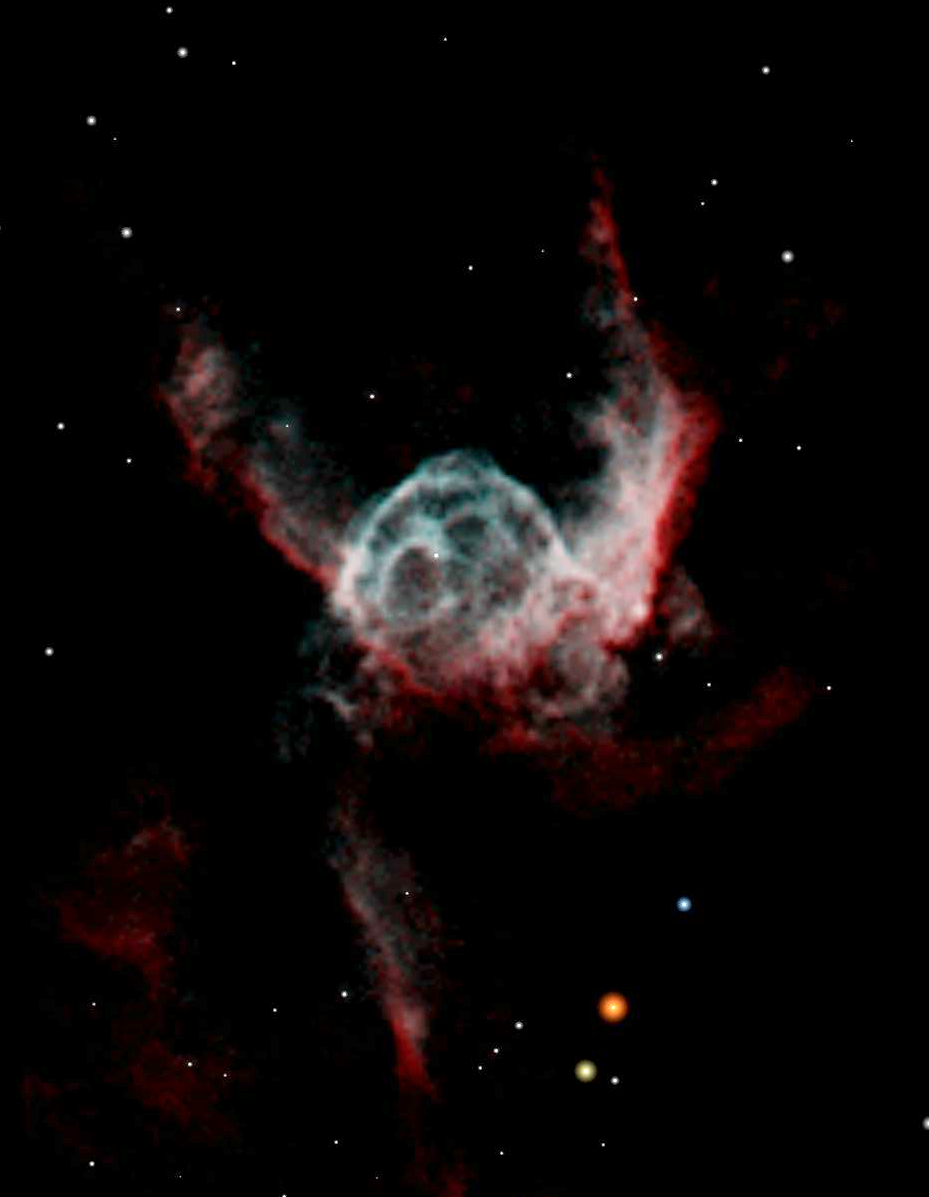
NGC 2359 ou la nébuleuse du Casque de Thor.